# Nina Seničar
Nina Seničar (Novi Sad, 11 de noviembre de 1985) es una actriz y modelo serbia radicada en Los Ángeles. Ha actuado en algunas producciones de Hollywood como Papillon y Mayhem, además de aparecer en series de televisión y películas en Italia. Tiene una relación con el actor estadounidense Jay Ellis.

## Filmografía

### Cine y televisión
- 2019 Arctic Dogs
- 2018 Aigaio SOS
- 2018 Doe
- 2018 The Downside of Bliss
- 2018 The Absurd Scam
- 2018 Café con leche
- 2018 La Guadalupana
- 2017 Papillon
- 2017 Mayhem
- 2017 DriverX
- 2017 Prokleti pas
- 2017 Written On My Skin
- 2017 La Gamba
- 2016 Compulsion
- 2016 Shortwave
- 2016 Una nobile causa
- 2014 Match
- 2014 Tutto molto bello
- 2014 The Librarians
- 2013 Otto e Mezza
- 2011 Napoletans
- 2011 Camera Café
- 2011 Dark Resurrection Volume 0
- 2010 L'isola dei famosi